# ولی‌الدین یکن
ولی‌الدین یکن (۱۸۷۳-۱۹۲۱) شاعر، روزنامه‌نگار و نویسنده عربی مصری تُرکی‌اصل بود. «الصحائف السود»، «التجاریب»، «المعلوم و المجهول» از آثار اوست.